# Pentatonix
Pentatonix (forkortet PTX) er en amerikansk a cappella-gruppe fra Arlington, Texas, der består af Scott Hoying, Mitch Grassi, Kirstin Maldonado, Matt Sallee og Kevin Olusola. Deres musik er popstil arrangementer med vokalharmonier, scat, riff, vokal-percussion og beatboxing, og de indspiller coverversioner af moderne pop- eller julesange, nogle gange i form af medley, samt originalt materiale. 
Pentatonix blev dannet i 2011 og vandt efterfølgende tredje sæsons af NBCs The Sing-Off, hvor de modtog $200.000 og en pladekontakt med Sony Music. Da Sonys Epic Records droppedde gruppen efter The Sing-Off, etablerede gruppen sin YouTube-kanal, og distribuerede deres musik igennem Madison Gate Records, et pladeselskab ejet af Sony Pictures.

## Hæder
| År   | Kategori                                             | Værk                                         | Resultat  | Ref.  |
| ---- | ---------------------------------------------------- | -------------------------------------------- | --------- | ----- |
| 2017 | Outstanding Musical Performance in a Daytime Program | "God Rest Ye Merry Gentlemen" on Rachael Ray | Nomineret | [ 6 ] |

| År   | Kategori                                     | Værk                            | Resultat         | Ref.   |
| ---- | -------------------------------------------- | ------------------------------- | ---------------- | ------ |
| 2015 | Best Arrangement, Instrumental or A Cappella | "Daft Punk"                     | Vundet           | [ 7 ]  |
| 2016 | Best Arrangement, Instrumental or A Cappella | "Dance of the Sugar Plum Fairy" | Vundet           | [ 8 ]  |
| 2017 | Best Country Duo/Group Performance           | "Jolene" (med Dolly Parton)     | Vundet           | [ 9 ]  |
| 2023 | Best Traditional Pop Vocal Album             | Evergreen                       | Nomineret        | [ 10 ] |
| 2024 | Best Traditional Pop Vocal Album             | Holidays Around the World       | Skabelon:Pending | [ 11 ] |

| År   | Kategori            | Værk                            | Resultat  | Ref.   |
| ---- | ------------------- | ------------------------------- | --------- | ------ |
| 2014 | Best Cover Song     | "Daft Punk"                     | Vundet    | [ 12 ] |
| 2014 | Best Original Song  | "Love Again"                    | Nomineret | [ 12 ] |
| 2014 | Best Musical Artist | Pentatonix                      | Nomineret | [ 12 ] |
| 2015 | Best Collaboration  | Pentatonix and Lindsey Stirling | Nomineret | [ 13 ] |
| 2015 | Best Cover Song     | "Evolution of Michael Jackson"  | Nomineret | [ 13 ] |

| År   | Kategori             | Værk                                 | Resultat | Ref.   |
| ---- | -------------------- | ------------------------------------ | -------- | ------ |
| 2013 | Response of the Year | "Radioactive" (med Lindsey Stirling) | Vundet   | [ 14 ] |
| 2015 | Artist of the Year   | Pentatonix                           | Vundet   | [ 15 ] |

| År   | Kategori              | Værk       | Resultat | Ref.   |
| ---- | --------------------- | ---------- | -------- | ------ |
| 2015 | Best YouTube Musician | Pentatonix | Vundet   | [ 16 ] |

| Year | Category                 | Work                   | Result    | Ref.   |
| ---- | ------------------------ | ---------------------- | --------- | ------ |
| 2015 | Top Billboard 200 Album  | That's Christmas to Me | Nomineret | [ 17 ] |
| 2015 | Top Billboard 200 Artist | Pentatonix             | Nomineret | [ 18 ] |

| År   | Kategori             | Værk       | Resultat  | Ref.   |
| ---- | -------------------- | ---------- | --------- | ------ |
| 2016 | Favorite Music Group | Pentatonix | Nomineret | [ 19 ] |
| 2017 | Favorite Music Group | Pentatonix | Nomineret | [ 20 ] |

| Year | Category        | Work          | Result    | Ref.   |
| ---- | --------------- | ------------- | --------- | ------ |
| 2016 | Best Cover Song | "Cheerleader" | Nomineret | [ 21 ] |

| År   | Kategori              | Værk                         | Resultat  | Ref.   |
| ---- | --------------------- | ---------------------------- | --------- | ------ |
| 2016 | Video Remixes/Mashups | Evolution of Michael Jackson | Nomineret | [ 22 ] |

| Year | Category                                   | Work                                           | Result    | Ref.          |
| ---- | ------------------------------------------ | ---------------------------------------------- | --------- | ------------- |
| 2013 | Best Pop/Rock Album                        | PTX, Volume 1                                  | Vundet    | [ 23 ]        |
| 2013 | Best Pop/Rock Song                         | "Starships"                                    | Vundet    | [ 23 ]        |
| 2013 | Best Soul/R&B Song                         | "The Baddest Girl"                             | Vundet    | [ 23 ]        |
| 2013 | Best Holiday Album                         | PTXmas                                         | Vundet    | [ 23 ]        |
| 2013 | Best Holiday Song                          | "Carol of the Bells"                           | Vundet    | [ 23 ]        |
| 2014 | Best Pop/Rock Album                        | PTX, Vol. II                                   | Runner-up | [ 24 ] [ 25 ] |
| 2014 | Best Pop/Rock Song                         | "Daft Punk"                                    | Vundet    | [ 24 ] [ 25 ] |
| 2014 | Best Soul/R&B/Hip-Hop Song                 | "Hey Momma / Hit the Road Jack"                | Vundet    | [ 24 ] [ 25 ] |
| 2014 | Best Holiday Song                          | "Little Drummer Boy"                           | Nomineret | [ 24 ] [ 25 ] |
| 2014 | Best Professional Original Song            | "Run to You"                                   | Runner-up | [ 24 ] [ 25 ] |
| 2016 | Best Pop/Rock Album                        | Pentatonix                                     | Vundet    | [ 26 ] [ 27 ] |
| 2016 | Best Original Song by a Professional Group | "Sing"                                         | Runner-up | [ 26 ] [ 27 ] |
| 2016 | Best Pop/Rock Song                         | "Can't Sleep Love"                             | Nomineret | [ 26 ] [ 27 ] |
| 2016 | Best Non-Scholastic Arrangement            | "Can't Sleep Love"                             | Nomineret | [ 26 ] [ 27 ] |
| 2016 | Best Non-Scholastic Video                  | "Can't Sleep Love"                             | Runner-up | [ 26 ] [ 27 ] |
| 2017 | Best Classical Song                        | "Coventry Carol"                               | Vundet    | [ 28 ] [ 29 ] |
| 2017 | Best Folk/World Song                       | "O, Come All Ye Faithful"                      | Nomineret | [ 28 ] [ 29 ] |
| 2017 | Best Holiday Album                         | A Pentatonix Christmas                         | Vundet    | [ 28 ] [ 29 ] |
| 2017 | Best Holiday Song                          | "The Christmas Sing-Along"                     | Vundet    | [ 28 ] [ 29 ] |
| 2017 | Best Jazz Song                             | "Good to Be Bad"                               | Nomineret | [ 28 ] [ 29 ] |
| 2017 | Best Pop/Rock Song                         | "Hallelujah"                                   | Vundet    | [ 28 ] [ 29 ] |
| 2018 | Best Country Song                          | "Jolene"                                       | Runner-up | [ 30 ]        |
| 2018 | Best Rock Song                             | "Bohemian Rhapsody"                            | Runner-up | [ 30 ]        |
| 2019 | Best Holiday Album                         | Christmas Is Here!                             | Vundet    | [ 31 ] [ 32 ] |
| 2019 | Best Holiday Song                          | "Grown-Up Christmas List" (med Kelly Clarkson) | Vundet    | [ 31 ] [ 32 ] |
| 2019 | Best Collaborative / Studio Project Song   | "Grown-Up Christmas List" (med Kelly Clarkson) | Nomineret | [ 31 ] [ 32 ] |
| 2019 | Best Pop Album                             | PTX Presents: Top Pop, Vol. I                  | Runner-up | [ 31 ] [ 32 ] |
| 2019 | Best Pop Song                              | "Havana"                                       | Vundet    | [ 31 ] [ 32 ] |
| 2019 | Best Religious Song                        | "When You Believe"                             | Vundet    | [ 31 ] [ 32 ] |
| 2019 | Best Show Tunes / Soundtrack / Theme Song  | "Making Christmas"                             | Nomineret | [ 31 ] [ 32 ] |

| År   | Kategori                                         | Værk                                       | Resultat  | Ref.          |
| ---- | ------------------------------------------------ | ------------------------------------------ | --------- | ------------- |
| 2017 | Best Pop/Rock Video                              | "Sing"                                     | Vundet    | [ 33 ]        |
| 2017 | Best Video by a Professional Group               | "Sing"                                     | Vundet    | [ 33 ]        |
| 2017 | Outstanding Costume / Makeup                     | "Can't Sleep Love"                         | Vundet    | [ 33 ]        |
| 2018 | Outstanding Collaborative Video                  | "O Come All Ye Faithful"                   | Nomineret | [ 34 ] [ 35 ] |
| 2018 | Best Folk / World Video                          | "O Come All Ye Faithful"                   | Runner-up | [ 34 ] [ 35 ] |
| 2018 | Best Holiday Video                               | "O Come All Ye Faithful"                   | Nomineret | [ 34 ] [ 35 ] |
| 2018 | Best Religious Video                             | "O Come All Ye Faithful"                   | Runner-up | [ 34 ] [ 35 ] |
| 2018 | Outstanding Live Video                           | "Gold"                                     | Nomineret | [ 34 ] [ 35 ] |
| 2018 | Outstanding Special / Visual Effects / Animation | "Coldest Winter"                           | Vundet    | [ 34 ] [ 35 ] |
| 2018 | Best Electronic / Experimental Video             | "Coldest Winter"                           | Nomineret | [ 34 ] [ 35 ] |
| 2018 | Outstanding Video Editing                        | "God Rest Ye Merry Gentlemen"              | Nomineret | [ 34 ] [ 35 ] |
| 2018 | Best Video by a Professional Group               | "Hallelujah"                               | Runner-up | [ 34 ] [ 35 ] |
| 2018 | Best Pop Video                                   | "Imagine"                                  | Vundet    | [ 34 ] [ 35 ] |
| 2018 | Best Rock Video                                  | "Bohemian Rhapsody"                        | Runner-up | [ 34 ] [ 35 ] |
| 2019 | Outstanding Collaborative Video                  | "How Great Thou Art" (med Jennifer Hudson) | Runner-up | [ 36 ] [ 37 ] |
| 2019 | Outstanding Live Video                           | "How Great Thou Art" (med Jennifer Hudson) | Nomineret | [ 36 ] [ 37 ] |
| 2019 | Best Religious Video                             | "How Great Thou Art" (med Jennifer Hudson) | Runner-up | [ 36 ] [ 37 ] |
| 2019 | Best Video by a Professional Group               | "New Rules x Are You That Somebody?"       | Nomineret | [ 36 ] [ 37 ] |
| 2019 | Best Holiday Video                               | "Away in a Manger"                         | Nomineret | [ 36 ] [ 37 ] |
| 2019 | Best Pop Video                                   | "Havana"                                   | Vundet    | [ 36 ] [ 37 ] |
| 2019 | Best Rock Video                                  | "Attention"                                | Runner-up | [ 36 ] [ 37 ] |
| 2020 | Best Electronic / Experimental Video             | "Come Along"                               | Nomineret | [ 38 ]        |

## Diskografi

### Studiealbum
- PTX, Vols. 1 & 2 (2014)
- PTX (2014)
- That's Christmas to Me (2014)
- Pentatonix (2015)
- A Pentatonix Christmas (2016)
- PTX, Vol. IV: Classics (2017)
- PTX Presents: Top Pop, Vol. I (2018)
- Christmas is Here! (2018)
- We Need a Little Christmas (2020)
- The Lucky Ones (2021)
- Evergreen (2021)
- Holidays Around the World (2022)

### Opsamlingsalbum
- The Best of Pentatonix Christmas (2019)
- White Christmas (2021)
- The Greatest Christmas Hits (2023)